# Signal Iduna Park
Le  Westfalenstadion (stade de Westphalie), appelé Signal Iduna Park en raison d'un contrat de nommage mais BVB Stadion Dortmund pour les compétitions de l'UEFA, est le stade de football du club du BV Borussia 09 à Dortmund, construit en 1974.
Rénové à plusieurs reprises, le stade a une capacité actuelle de 81 365 places, dont 24 454 places debout. Pour les matchs internationaux, la capacité est réduite à 66 099 places assises.

## Histoire de l'évolution du stade

### Projet et construction
Le projet de construction du stade date des années 1960. Il apparaît alors urgent de trouver un remplaçant au vieux Stadion Rote Erde dépassé par l'affluence sans cesse croissante de supporters du club. La ville de Dortmund ne pouvait se permettre une telle dépense, de même que le Land qui n'est pas disposé à investir dans le projet.
En 1971, la ville de Cologne, jusque-là pressentie pour accueillir des matches de la Coupe du monde 1974, doit retirer sa candidature. Les fonds destinés à Cologne sont alors réattribués à Dortmund, ville du même Land (Région), qui lance la construction de son stade. Néanmoins, le budget serré (31,7 millions de marks allemands) dont disposent les architectes ne permettent que la construction d'un stade d'une capacité maximale de 54 000 spectateurs.
C'est le 2 avril 1974 que le Borussia Dortmund emménage dans son nouveau stade. Relégué en deuxième division en 1972, le Borussia est la seule équipe de 2. Bundesliga à voir son stade accueillir un match de Coupe du monde 1974. Il faut attendre 1976 pour voir l'équipe de Dortmund jouer en Bundesliga dans son nouveau stade.

### Modifications et expansions
En 1992, le Westfalenstadion connaît son premier remaniement sérieux. La capacité du stade est réduite avec la suppression de nombreuses places debout, au profit de places assises, comme l'exige les nouveaux règlements de l'UEFA.
En 1995, la victoire de Dortmund en championnat impose un agrandissement du stade. Les tribunes Est et Ouest reçoivent une rangée supplémentaire de sièges couverts par un nouveau toit. Le stade retrouve alors son ancienne capacité de 54 000 places.
Après la victoire en Ligue des champions 1996-97, la capacité du Westfalenstadion passe à 68 800 spectateurs, à la suite de l'agrandissement des tribunes Sud et Nord.
Lorsque l'Allemagne décroche en 2000 l'organisation de la Coupe du monde 2006, il apparaît clair que le Westfalenstadion jouera un grand rôle dans le tournoi, puisqu'une demi-finale y est prévue. Or, en 2000, le stade ne répond pas aux exigences de la FIFA pour un tel évènement, si bien qu'un troisième agrandissement est entrepris. 
En 2006, avant la demi-finale de Coupe du Monde contre l'Italie, l'Allemagne restait sur quatorze victoires consécutives au Signal Iduna Park.
En 2024, l'Allemagne organise l'Euro de football dans pas moins de 10 stades. Bien évidemment, le Signal-Iduna-Park fait partie de la liste des stades sélectionnés pour accueillir des matchs. Avec 6 matchs au programme lors de l'Euro 2024, il sera l'un des stades les plus utilisés du tournoi.

## Structure du stade

### Composition
Le Signal Iduna Park est le plus grand stade d'Allemagne en ce qui concerne la capacité. La Südtribüne est la plus grande tribune debout d'Europe (24 454 places).
Les angles entre les tribunes sont aménagés en gradins au début des années 2000, ce qui porte la capacité du stade à 65 829 places assises pour les matches internationaux, ou 80 667 pour les matchs de championnat. Ainsi, lors des compétitions organisées par la FIFA ou l'UEFA (Ligue des champions par exemple), la capacité de la tribune Sud, alors équipée de siège, est limitée à 12 000 places assises.
Entre 2010 et 2012, la capacité du stade est de 80 720 spectateurs, dont 24 454 places debout en tribune Sud et 2 905 pour les visiteurs en tribune Nord.

### Dénomination
Le stade est appelé le Westfalenstadion qui signifie Stade de Westphalie, la région allemande. Un autre nom moins connu est BVB Stadion Dortmund.
En 2005, un contrat de naming transforme temporairement le nom officiel de l'enceinte en Signal Iduna Park, du nom de la compagnie homonyme Signal Iduna (de), une mutuelle d'assurance santé dont la quasi totalité des collaborateurs sont des courtiers. Le contrat, signé en 2005 pour une durée de 11 ans, est prolongé jusqu'au 30 juin 2031.

## Utilisation du stade

### Événements ponctuels majeurs
- Coupe du monde de football de 1974
- Coupe du monde de football de 2006
- Championnat d'Europe de football 2024

#### Coupe du monde de football 1974
| Date           | Heure (HNEC) | Équipe 1 | Score | Équipe 2 | Tour                 | Spectateurs |
| -------------- | ------------ | -------- | ----- | -------- | -------------------- | ----------- |
| 14 juin 1974   | 19 h 30      | Zaïre    | 0 - 2 | Écosse   | 1er tour, Groupe II  | 25 000      |
| 19 juin 1974   | 19 h 30      | Pays-Bas | 0 - 0 | Suède    | 1er tour, Groupe III | 53 700      |
| 23 juin 1974   | 16 h         | Bulgarie | 1 - 4 | Pays-Bas | 1er tour, Groupe II  | 52 100      |
| 3 juillet 1974 | 19 h 30      | Pays-Bas | 2 - 0 | Brésil   | 1er tour, Groupe A   | 52 500      |

#### Coupe du monde de football 2006
Les matchs suivants ont eu lieu dans le Signal Iduna Park lors de la Coupe du monde 2006 :
| Date           | Heure (HNEC) | Équipe 1          | Score   | Équipe 2 | Tour               | Spectateurs |
| -------------- | ------------ | ----------------- | ------- | -------- | ------------------ | ----------- |
| 10 juin 2006   | 18 h         | Trinité-et-Tobago | 0 - 0   | Suède    | Groupe B           | 65 000      |
| 14 juin 2006   | 21 h         | Allemagne         | 1 - 0   | Pologne  | Groupe A           | 65 000      |
| 19 juin 2006   | 15 h         | Togo              | 0 - 2   | Suisse   | Groupe G           | 65 000      |
| 22 juin 2006   | 21 h         | Japon             | 1 - 4   | Brésil   | Groupe F           | 65 000      |
| 27 juin 2006   | 17 h         | Brésil            | 3 - 0   | Ghana    | Huitième de finale | 65 000      |
| 4 juillet 2006 | 21 h         | Allemagne         | 0 - 2ap | Italie   | Demi-finale        | 65 000      |

### Championnat d'Europe de football 2024
Le BVB Stadion Dortmund accueillera des rencontres de l'Euro 2024 :
| Date            | Heure (HNEC) | Équipe 1  | Score | Équipe 2   | Tour                  | Spectateurs |
| --------------- | ------------ | --------- | ----- | ---------- | --------------------- | ----------- |
| 15 juin 2024    | 21 h         | Italie    | 2 - 1 | Albanie    | 1re journée, groupe B | 60 512      |
| 18 juin 2024    | 18 h         | Turquie   | 3 - 1 | Géorgie    | 1re journée, groupe F | 59 127      |
| 22 juin 2024    | 18 h         | Turquie   | 0 - 3 | Portugal   | 2e journée, groupe F  | 61 047      |
| 25 juin 2024    | 18 h         | France    | 1 - 1 | Pologne    | 3e journée, groupe D  | 59 728      |
| 29 juin 2024    | 21 h         | Allemagne | 2 - 0 | Danemark   | Huitième de finale    | 61 612      |
| 10 juillet 2024 | 21 h         | Pays-Bas  | 1 - 2 | Angleterre | Demi-finale           | 60 926      |

### Records d'affluence
Durant la saison 2003-2004, le Westfalenstadion a accueilli une moyenne de 79 647 spectateurs ce qui en fait le record mondial pour un club de football.
Lors de la saison 2004-2005, il bat le record d'affluence de Bundesliga, avec un total de 1,5 million de spectateurs sur l'ensemble de l'année.
Lors de la saison 2013-2014, le stade a obtenu une moyenne de 80 297 spectateurs par match, ce qui en fait la meilleure affluence d'Europe devant Old Trafford (75 207) et le Camp Nou (71 958).

## Galerie

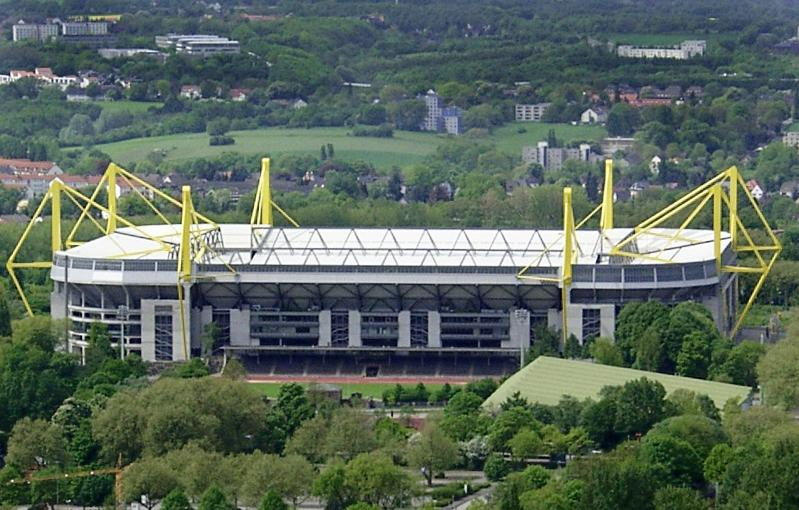
Depuis la Tour Florian
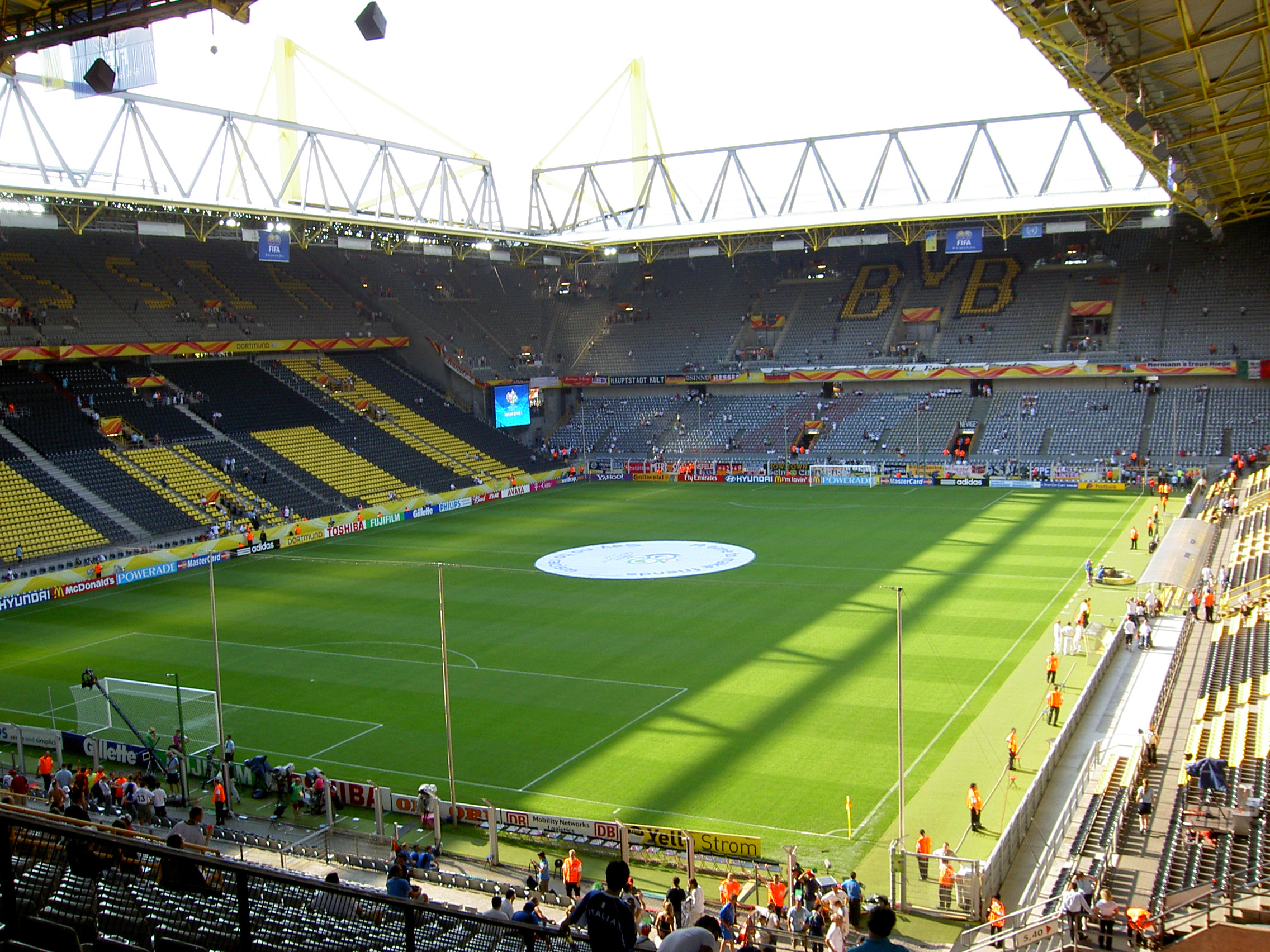
Vue intérieure
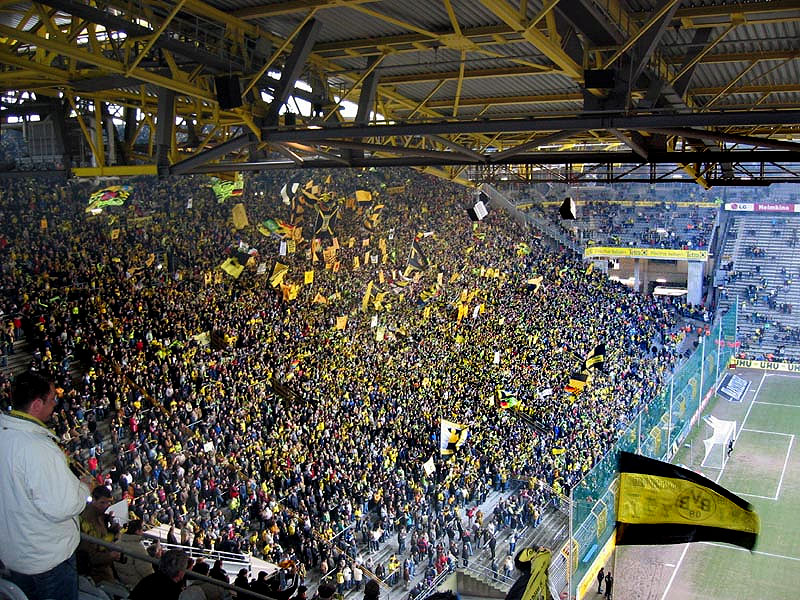
Tribune sud